# Маска
Маска (из франц. масqуе, можда из арап. маскара) је културни предмет којим се човек маскира односно сакрива лице или његов део. Маска тако сакрива идентитет свога носитеља и по правилу имитира неки други идентитет. Најстарије маске су маске ритуалне или маске погребне после позоришне плесне или карневалске маске. Маске су важне теме етнологије и културне антропологије.

## Погребне и ритуалне маске
Најстарије сачуване меске су служиле да покрију лице мртвог човека. О смислу овог обичаја који се јављао и код старих египћана постоје различите хипотезе. На основу њих маска је требало да сакрије изглед мртвог и да му да свечани изглед. На основу других хипотеза маска је требало да пружи заштиту од демона. У старон Риму су се воштане маске чувале као заштита против демона. Једна од стопа погребних маски је и посмртна маска.
Језгро ритуала је понављање преговарања са природним силама, божанствима и дуговима у име целог друштва. Маске су могле да одбране своје носиоце и вероватно су због тога имале застрашујуће изгледе, Ову ритуалну функцију маски негирали су како јудајизам тако у хришћанство јер су сматрали да и целебрант иступа као индивидуална личност, У 20. веку уметници су користили маске најме домородаца из Африке и Тихоморских земаља.

## Позоришне и плесне маске
Позороришне маске у старогрчко и староримском позоришту сакривали су индивидуалност глумца и појашњавали су да глумац врши јавно функцију и не прича за себе. Маске су омогућавале да један глумац наступа у неколико рола. После пропасти старих култура маске се опет полављују у позоришту плеовима и разним прославама. У Европи се употреба маски раширила у дворовцкој култури и култури у замковима у 18. веку..

## Гротексне маске
Такође и гротексне лили карневалске маске која се држи испред лица и главни смисао јео је учинак изненађења.Човек са маском није везен уобичајеним конвенцијама и може да си дозволи нешто више. Карневалске маске могу да буду у виду неких животиња или личности из приповедака и прича као и маскее ужаса.
- Тзв Агамемнонова маска из Микене из 1600 пне.
- Античка позоришна маска (Музеј Мандралиска)
- Ритуална маска, Габон
- Маска из кинеске опере
- „Скуп будала”, Немачка
- Посмртна маска кнеза Милоша Обреновића
- Посмртна маска краља Александра Карађорђевића

## Историја
Употреба маски у ритуалима или церемонијама је веома древна људска пракса широм света, при чему се маске могу носити и за заштиту, у лову, у спорту, на гозбама или у ратовима – или једноставно користити као украс. Неке церемонијалне или украсне маске нису биле дизајниране за ношење. Иако је религиозна употреба маски опала, маске се понекад користе у драмској терапији или психотерапији.
Најстарије откривене маске старе су 9.000 година, а држе се у Музеју „Библија и Света земља“ (Париз) и Израелском музеју (Јерусалем). Међутим, највероватније је пракса маскирања много старија – најраније познато антропоморфно уметничко дело је старо око 30.000–40.000 година. Употреба маски је графички приказана на неким од ових локалитета. Утолико што су маске укључивале употребу ратне боје, коже, вегетативног или дрвеног материјала, такве маске нису сачуване, али су видљиве на палеолитским пећинским цртежима, којих је на десетине сачувано. На неандерталском налазишту Роше-Котард у Француској, пронађено је лице од кременог камена старо око 35.000 година, али није јасно да ли је замишљено као маска.
У грчким баханалијама и Дионисовом култу, који је укључивао употребу маски, обичне контроле понашања су привремено биле суспендоване, а људи су се веселили у забави изван свог уобичајеног ранга или статуса. Рене Генон тврди да су у римским сатурналијама обичне улоге често биле обрнуте. Понекад је роб или криминалац привремено добијао инсигније и статус краљевске породице, да би био убијен по завршетку фестивала. Венецијански карневал, на коме су сви једнаки иза својих маски, датира из 1268. године. Употреба карневалских маски на јеврејским свечаностима Пурима вероватно је настала крајем 15. века, иако неки јеврејски аутори тврде да је одувек била део јудаистичке традиције.
Северноамеричка племена Ирокеза користила су маске у сврхе лечења (погледајте Друштво лажних лица). На Хималајима су маске функционисале пре свега као посредници натприродних сила. Јупик маске могу бити мале маске за прсте од 3 in (7,6 cm), али и маске од 10 kg (22 lb) које висе са плафона или их носи неколико људи. Пластичном хирургијом створене су маске за осакаћене војнике.
Маске у различитим облицима – светим, практичним или разиграним – имале су кључну историјску улогу у развоју схватања о томе „шта значи бити човек“, јер дозвољавају да се имагинативно искуство „како је то“ трансформише у другачији идентитет (или да се афирмише постојећи друштвени или духовни идентитет). Нису све културе познавале употребу маски, али већина их користи.